# Ашантски ратови
Ашантски ратови или Англо-ашантски ратови вођени су од 1824. до 1901. године између Британске империје и Конфедерације племена Ашанти са Златне Обале.

## Рат
Откако су се Британци почетком 19. века учврстили на Златној обали били су стално у ратном стању са Конфедерацијом племена Ашанти, груписаном на унутрашњем рубу шумског појаса, са седиштем у Кумасију. Од 1824. године до 1901. године вођено је четири рата. Миром из 1831. године Ашанти су признали реку Пра као своју југоисточну границу. До рата је дошло поново 1863. године. На почетку је ашантски краљ Квака Дуа I имао успеха. Његов наследник Кофи Кари Кари продро је јануара 1873. године до обале. Наредне године Британци су прешли у офанзиву. Генерал Гарнет Вулзли са једном британском бригадом и нешто домородачких трупа заузео је фебруара 1847. године, после оштрих борби, Кумаси. Конфедерација је била приморана да призна британски пројекторат. Међутим, борбе су убрзо настављене. Британска власт је стварно наметнута тек 1896. године када је Кумаси поново окупиран. Незадовољни Ашанти дигли су устанак 1900. године, али су после почетних успеха и овог пута савладани. Наредне године ашантске земље су и формално анектиране и припојене колонији Западна Обала, која је 6. марта 1957. године претворена у самосталну државу Гану.